# 翔安区
翔安区是中华人民共和国福建省厦门市所辖的一个市辖区，原屬於同安區，2003年析出、 位於廈門市東北部、台灣海峽西岸中部，東北面與泉州市交界，西面與同安區接壤，南面與廈門島、金門島隔海相望，區政府駐祥福路2005号。

## 历史
翔安区的历史可追溯到晋太康三年，属于同安县翔风里和民安里。2003年4月26日，从同安区析出5个镇设立翔安区。
原属金门县的大嶝乡（包括大小嶝岛、角屿）现属翔安区大嶝街道管辖。

## 命名由来
历史上，翔风里曾辖现在的马巷、新店、大嶝3镇和金门县，民安里曾辖现在的新圩、内厝2镇，两者各取一字为“翔安区”，且“翔安”意为吉祥平安。此外，还曾提出了香山区、民安区、新马区、鹭东区等建议名称，最终确定为“翔安区”。

## 行政区划
翔安区下辖7个街道、2个镇、1个农场：
- 大嶝街道、马巷街道、新店街道、凤翔街道、金海街道、香山街道、民安街道
- 新圩镇、内厝镇
- 大帽山农场

## 人口
根據第七次全国人口普查數據，截至2020年11月1日零時，翔安區常住人口為578255人。

## 旅遊
- 大嶝島
  - 小額貿易對台交易市場
  - 英雄三島戰地觀光園
  - 嶝崎泥灘
- 小嶝島
  - 月亮灣沙灘
- 香山省級風景名勝區
- 池王宮
- 古宅溪園内溪谷
- 中非世野野生動物園

## 交通
- 鐵路有福廈鐵路通過區内，暂无火車站，但预留有翔安站。
- 高速公路有 沈海高速公路通過區内設有翔安出入口。與廈門島之間有翔安隧道及翔安大桥。與金門島之間也有架設橋梁的方案。

### 廈門地鐵
- 廈門地鐵3號線（廈門地鐵3號線廈門火車站至蔡厝站）

### 機場
厦门翔安国际机场是厦门市在建的新国际机场，位于厦门市翔安区大嶝岛与小嶝岛之间填海区，目前已在填海施工，航站大樓與跑道等基礎建設预计2020年开工，规划面积约23平方公里，计划建设4条3000－4000米跑道，可同时供包括A380空客在内的200多架飞机停放，年旅客吞吐量近期将达到4000万人次，远期可容纳每年7500万人次。

## 教育
- 厦门大学翔安校区
- 厦门海洋职业技术学院
- 厦门华天涉外职业技术学院
- 厦门安防科技职业学院
- 厦门演艺职业学院
- 厦门南洋职业学院